# Carl Valeri
Carl Valeri (Canberra, 1984. augusztus 14. –) ausztrál labdarúgó.

## Pályafutása

### Klubcsapatokban
Karrierjét otthon, az Australian Institute of Sport-ban kezdte, majd még ifistaként került az olasz óriás, az Internazionale akadémiájára. Bár néhány felkészülési meccsen játszott, bajnokin sohasem lépett pályára a kék-feketékkel, és már rögtön első felnőtt szezonjában a SPAL-hoz került kölcsönbe. 2005-től 2010-ig a Grosseto játékosa volt, de egy ideig az Inter is birtokolta a játékjoga felét. Ezt végül a Grosseto tizennégyezer euróért váltotta ki.
2010-ben a Sassuolo játékosa lett, azonban ezúttal sem teljes értékű átigazolás történt, ugyanis Valeri játékjogának fele a Grossetónál maradt. 2013-ban Valeri és a Sassuolo megnyerte a másodosztály küzdelmeit, története során először.
Mivel nem kapott játéklehetőséget, 2014 telén visszatért a Serie B-be, a Ternanához.s Fél év után hazaigazolt, és a Melbourne Victory szerződtette. 2015 szeptemberében ő lett a Melbourne csapatkapitánya. 2019 áprilisában bejelentette, hogy a szezon végén visszavonul. Májusban visszatért az alacsonyabb osztályú Dandenong City csapatához.

### A válogatottban
Az U23-as válogatottal részt vett az athéni olimpián.
A 2007-es Ázsia-kupa során bár már a felnőttválogatott tagja volt, egyszer sem lépett pályára. Első meccsére márciusban, a Kína elleni barátságos meccsen került sor. Első hazai találkozóját Uruguay ellen játszotta.

## Pályafutása statisztikái
2015. május 27. szerint
| Szezon                     | Klub                       | Bajnokság                  | Bajnokság | Bajnokság | Kupa  | Kupa | Nemzetközi | Nemzetközi | Összesen | Összesen |
| Szezon                     | Klub                       | Osztály                    | Meccs     | Gól       | Meccs | Gól  | Meccs      | Gól        | Meccs    | Gól      |
| -------------------------- | -------------------------- | -------------------------- | --------- | --------- | ----- | ---- | ---------- | ---------- | -------- | -------- |
| 2004–05                    | SPAL                       | Serie C1                   | 25        | 0         | 2     | 0    | –          | –          | 27       | 0        |
| 2005–06                    | Grosseto                   | Serie C1                   | 27        | 1         | 2     | 0    | –          | –          | 29       | 1        |
| 2006–07                    | Grosseto                   | Serie C1                   | 30        | 2         | 3     | 0    | –          | –          | 33       | 2        |
| 2007–08                    | Grosseto                   | Serie B                    | 37        | 2         | 1     | 0    | –          | –          | 38       | 2        |
| 2008–09                    | Grosseto                   | Serie B                    | 28        | 1         | 2     | 0    | –          | –          | 30       | 1        |
| 2009–10                    | Grosseto                   | Serie B                    | 9         | 1         | 1     | 0    | –          | –          | 10       | 1        |
| Grosseto összesen          | Grosseto összesen          | Grosseto összesen          | 133       | 7         | 11    | 0    | –          | –          | 144      | 7        |
| 2009–10                    | Sassuolo                   | Serie B                    | 14        | 0         | 1     | 0    | –          | –          | 15       | 0        |
| 2010–11                    | Sassuolo                   | Serie B                    | 22        | 0         | 1     | 0    | –          | –          | 23       | 0        |
| 2011–12                    | Sassuolo                   | Serie B                    | 31        | 3         | 1     | 0    | –          | –          | 32       | 2        |
| 2012–13                    | Sassuolo                   | Serie B                    | 3         | 1         | 2     | 0    | –          | –          | 5        | 1        |
| 2013–14                    | Sassuolo                   | Serie A                    | –         | –         | –     | –    | –          | –          | 0        | 0        |
| Sassuolo összesen          | Sassuolo összesen          | Sassuolo összesen          | 70        | 3         | 5     | 0    | 0          | 0          | 75       | 5        |
| 2014–15                    | Melbourne Victory          | A-League                   | 29        | 2         | 2     | 0    | –          | –          | 31       | 2        |
| Melbourne Victory összesen | Melbourne Victory összesen | Melbourne Victory összesen | 29        | 2         | 2     | 0    | 0          | 0          | 31       | 2        |
| Karrierje összesen         | Karrierje összesen         | Karrierje összesen         | 254       | 10        | 18    | 0    | 0          | 0          | 272      | 10       |